# Liste der portugiesischen Botschafter in der Türkei
Die Liste der portugiesischen Botschafter in der Türkei listet die Botschafter Portugals in der Türkei auf. Die beiden Staaten unterhalten seit 1843 direkte diplomatische Beziehungen.
Der Visconde de Seixal akkreditierte sich 1843 als erster portugiesischer Botschafter in Konstantinopel, am 24. Juni 1844 nahm die portugiesische Botschaft (damals Legation) dort ihren Dienst auf.
Bis zum Ersten Weltkrieg 1914 bestand die portugiesische Legation in Konstantinopel, 1941 eröffnete sie in der neuen türkischen Hauptstadt Ankara neu. 1960 wurde sie zur Botschaft erhoben.

## Missionschefs
| Name                                                                | Bild   | Amtszeit                           | Anmerkungen                                                                                     |
| Türkei                                                              | Türkei | Türkei                             | Türkei                                                                                          |
| ------------------------------------------------------------------- | ------ | ---------------------------------- | ----------------------------------------------------------------------------------------------- |
| José Maurício Correia Henriques                                     |        | 24. Juni 1844 –August 1641         | Ministro residente                                                                              |
| Luis Carlos Rebello                                                 |        | 14. August 1844 –25. Oktober 1852  | Beauftragter                                                                                    |
| Manuel de Clamouse Brown                                            |        | 1. Mai 1854 –25. Mai 1859          | Geschäftsträger, ab 26. April 1858 Ministro residente                                           |
| José Barbosa e Silva                                                |        | ab 1862                            | Geschäftsträger                                                                                 |
| Eduardo Pinto Soveral                                               |        | 1865 –6. Juli 1870                 | Geschäftsträger                                                                                 |
| Eduardo Pinto Soveral                                               |        | 12. Juni 1871 –19. September 1878  | Ministro Plenipotenciário                                                                       |
| Visconde Carnide                                                    |        | 22. April 1883 –Juni 1883          | Ministro Plenipotenciário, am 8. Mai 1883 akkreditiert                                          |
| Conde de Carnide                                                    |        | 1889 –13. Januar 1890              | Ministro Plenipotenciário, 1889 akkreditiert                                                    |
| Barão de S.Pedro                                                    |        | 26. Juli 1890 –30. August 1890     | Ministro Plenipotenciário                                                                       |
| Alfredo Mesquita                                                    |        | 6. Dezember 1912 –3. November 1914 | wahrscheinlich Geschäftsträger, letzter Vertreter Portugals in Konstantinopel                   |
| Francisco de Assis Maria de Oliveira de Almeida Calheiros e Meneses |        | 10. April 1941 –Juli 1944          | Ministro Plenipotenciário, am 16. April 1941 akkreditiert, erster Vertreter Portugals in Ankara |
| Luis de Castro e Almeida Mendes Norton de Matos                     |        | Juli 1944 –16. April 1945          | Geschäftsträger                                                                                 |
| Emílio Patrício                                                     |        | 16. April 1945 –10. September 1946 | Geschäftsträger, am 16. April 1945 akkreditiert                                                 |
| José Caetano Lobo D’Ávila da Silva e Lima                           |        | 24. Oktober 1945–?                 | Ministro Plenipotenciário, am 24. Oktober 1945 akkreditiert                                     |
| José Mendes Vasconcelos Guimarães (Riba Tâmega)                     |        | 17. Mai 1947 –20. Februar 1949     | Ministro Plenipotenciário, am 2. Juni 1947 akkreditiert                                         |
| António José Aniceto de Siqueira Freire                             |        | 17. Mai 1947 –20. Februar 1949     | Geschäftsträger                                                                                 |
| José Weinholdz de Bívar Brandeiro                                   |        | 14. November 1953 –6. April 1956   | Ministro Plenipotenciário, am 23. November 1953 akkreditiert                                    |
| Luis de Castro e Almeida Mendes Norton de Matos                     |        | 7. April 1956 –4. April 1959       | Ministro Plenipotenciário, am 19. April 1956 akkreditiert                                       |
| José Joaquim de Mena e Mendonça                                     |        | 4. April 1959 –19. Februar 1960    | Übergangs-Geschäftsträger                                                                       |
| Alberto Carlos Liz-Teixeira Branquinho                              |        | 19. Februar 1960 –4. Juli 1964     | Botschafter, am 3. März 1960 akkreditiert (Legation zur Botschaft erhoben)                      |
| Martim Machado de Faria e Maya Junior                               |        | 6. August 1964 –6. Oktober 1968    | Botschafter, am 28. August 1964 akkreditiert                                                    |
| Henrique Guilherme Augusto de Figueiredo da Silva Martins           |        | 21. Oktober 1968 –15. Januar 1972  | Botschafter, am 24. Oktober 1968 akkreditiert                                                   |
| António Pinto de Mesquita de Melo Mexia e Vasconcelos               |        | 18. Januar 1972 –6. Juni 1977      | Botschafter, am 25. Februar 1972 akkreditiert                                                   |
| Armando Ramos de Paula Coelho                                       |        | 30. Juni 1977 –15. Februar 1981    | Botschafter, am 12. Juli 1977 akkreditiert                                                      |
| Manuel Dias Guimarães                                               |        | 15. Februar 1981 –10. Juli 1981    | Geschäftsträger                                                                                 |
| Francisco Anunciação Bonifácio da Piedade Miranda                   |        | 10. Juli 1981 –24. Juni 1984       | Botschafter, am 12. August 1981 akkreditiert                                                    |
| Sérgio Manuel Pinto Martinho                                        |        | 25. Juni 1984 –4. Januar 1985      | Übergangs-Geschäftsträger                                                                       |
| Carlos Augusto Fernandes                                            |        | 31. Januar 1985 –5. Dezember 1987  | Botschafter, am 18. Februar 1985 akkreditiert                                                   |
| Sérgio Manuel Pinto Garrido                                         |        | 5. Dezember 1987 –31. Mai 1988     | Übergangs-Geschäftsträger                                                                       |
| José Manuel Borges Gama Cornélio da Silva                           |        | 31. Mai 1988 –12. Oktober 1990     | Botschafter, am 21. Juni 1988 akkreditiert                                                      |
| Francisco Pessanha de Quevedo Crespo                                |        | 30. Oktober 1990 –28. Februar 1994 | Botschafter, am 27. November 1990 akkreditiert                                                  |
| Duarte Vaz Pinto da Fonseca de Sá Pereira de Castro                 |        | 28. Juli 1994 –26. April 1997      | Botschafter, am 5. August 1994 akkreditiert                                                     |
| José Guilherme de Mendonça Stichini Vilela                          |        | 9. Juni 1997 –23. Oktober 2000     | Botschafter, am 3. Juli 1997 akkreditiert                                                       |
| António Raul Freitas Monteiro Portugal                              |        | 10. Januar 2001 –5. September 2004 | Botschafter                                                                                     |
| Jorge Alberto Nogueira de Lemos Godinho                             |        | 30. Oktober 2004 –3. Juni 2006     | Botschafter                                                                                     |
| José Manuel de Carvalho Lameiras                                    |        | 4. Dezember 2006 –20. Juli 2010    | Botschafter                                                                                     |
| Luísa Margarida de Carvalho Bastos de Almeida                       |        | 27. Juli 2010 –8. April 2012       | Botschafterin                                                                                   |
| Jorge Tito de Vasconcelos Nogueira Dias Cabral                      |        | 2012 –10. August 2016              | Botschafter, am 4. Mai 2012 akkreditiert                                                        |
| Maria Paula Vieira Ferreira Leal da Silva                           |        | seit 26. September 2016            | Botschafterin, am 8. November 2016 akkreditiert                                                 |